# 텔레마크의 모험

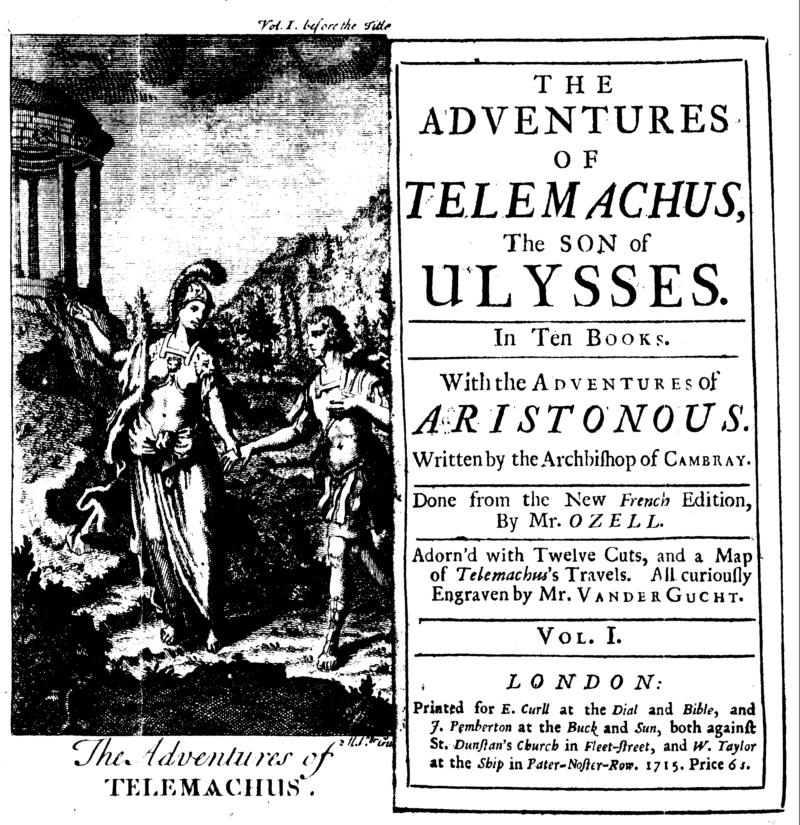
1715년 책(영문) 표지

《텔레마크의 모험》(Les Aventures de Télémaque)은 페늘롱이 지은 교육소설이다.
호메로스의 〈오디세이아〉에서 취재했으며, 젊은 텔레마크는 스승 멘토르(실은 여신 미네르바)에게 인도돼 아버지 율리시스를 찾아내는 이야기이다. 저자는 이것으로 왕손인 브르고뉴공(公)에게 도덕적 정치적 교훈을 주는 교재로 삼고자 했으나 루이 14세는 자기에게 가하는 비판이라 하여 노여움을 사는 결과가 되었다. 그러나 자연스럽고 유연한 문체 때문에 고전문학에 있어서 걸작의 하나로 손꼽힌다.